# Damoetas nitidus
Damoetas nitidus là một loài nhện trong họ Salticidae.
Loài này thuộc chi Damoetas. Damoetas nitidus được Ludwig Carl Christian Koch miêu tả năm 1880.